# Plocosperma
Plocosperma — єдиний рід у Plocospermataceae, родини квіткових рослин. Рід містить один вид, Plocosperma buxifolium, який росте на півдні Мексики й Центральній Америці: Коста-Рика, Сальвадор, Гватемала, Гондурас, Нікарагуа.

## Опис
Це кущ або дерево до 2–5(20) метрів заввишки. Він зустрічається в листяних сухих лісах і чагарниках на схилах пагорбів на вулканічному ґрунті та вапняку в Коста-Риці.